# Apotheon
Apotheon est un jeu vidéo d'action-RPG-plates-formes édité par Alientrap sur PlayStation 4, PC (Windows), Mac (OS X) et Linux,,,,,.